# دمار (کانزاس)
دمار (به انگلیسی: Damar) شهری در ایالت کانزاس کشور ایالات متحده آمریکا است که جمعیت آن در سرشماری سال ۲۰۱۰ میلادی، ۱۳۲ نفر بوده‌است.